# Spermidine synthase
La spermidine synthase est une transférase qui catalyse la réaction :
S-adénosylméthioninamine + putrescine  {\displaystyle \rightleftharpoons }  S-méthyl-5'-thioadénosine + spermidine.
Cette enzyme intervient dans la biosynthèse de polyamines naturelles telles la spermidine, la spermine et la thermospermine.